# معروب
معروب (به عربی: معروب) یک منطقهٔ مسکونی در لبنان است که در شهرستان صور واقع شده‌است. معروب ۳٬۶۰۰ نفر جمعیت دارد و ۲۷۰ متر بالاتر از سطح دریا واقع شده‌است.